# Jett James
Jett Palmer (anteriormente James) es un personaje ficticio de la serie de televisión australiana Home and Away, interpretado por el actor Will McDonald del 7 de mayo de 2012, hasta el 1 de julio de 2015. El 19 de noviembre del 2015 apareció brevemente como invitado y se volvió a ir, Will regresó como invitado el 22 de mayo del 2017 y su última aparición fue el 19 de junio del mismo año. En marzo del 2019 regresó a la serie y su última aparición fue el 30 de mayo del mismo año.

## Biografía
Jett aparece por primera vez en la bahía cuando se roba la billetera de una persona, y termina topándose con John Palmer. Más tarde Jett toma la camiseta de V.J. Patterson y cuando este lo confronta Jett lo golpea. 
Poco después se inscribe a la escuela local y la directora Gina Austin le dice que lo va a estar vigilando, no pasa mucho cuando Gina lo llama a su oficina y lo pone en detención luego de enterarse de que Jett había tomado la camiseta de VJ y lo golpeará, Gina le pide el número de su madre y este se lo da. Cuando Jett  ve a VJ lo acorrala y le devuelve su camiseta, no sin antes robarle su desayuno.
Poco después de que Gina habla con Liz esta le revela que no sabe leer o escribir y Gina le ofrece su ayuda, días después cuando va a visitarla a su casa descubre su cuerpo, y la policía le notifica que Liz murió por enfermedad. Aunque al inicio Jett no se lleva bien con el hijo de Gina, Xavier Austin ya que este estaba preocupado por la actitud de Jett con su madre poco después se hacen amigos. Más tarde Xavier le dice a Jett que había encontrado al hombre que estaba en la foto de su madre Richard Bozic. Cuando Gina le dice que visitó a Richard y que este no estaba seguro de que quería conocerlo, molesto Jett va a su casa y destruye un florero y cuando Richard sale Jett sale corriendo.
Más tarde Jett empieza a sospechar que John y Gina quieren deshacerse de él cuando ve que se callan cuando él entra en la habitación, hacen llamadas y viajes sin decirle nada por lo que regresa a su antiguo comportamiento, sin embargo con la ayuda de Natalie Davison quien le dice que no haga suposiciones y que les pregunte lo que sucede por lo que Jett va con ellos y queda encantado cuando se entera de que John y Gina quieren adoptarlo.
Sin embargo la felicidad se ve afectada cuando se enteran de que Richard quiere hacerse una prueba de ADN y que si esta resulta positiva pedirá la custodia de Jett, días después los resultados llegan y cuando Jett los lee descubre que Richard es su padre biológico por lo que Richard decide que quiere que su hijo viva con él. Sin embargo Jett cambia de parecer a último minuto y decide que quiere quedarse con John y Gina molesto Richard llama a la policía quien hace que Jett se vaya con su padre y dejan la bahía, lo cual deja destrozados a John y Gina, más tarde Jett regresó a vivir con John y Gina.